# Campionatul Mondial de Fotbal 2022
Campionatul Mondial de Fotbal din 2022 a fost cea de-a 22-a ediție a Campionatului Mondial de Fotbal, cea mai importantă competiție internațională de fotbal între țări și este găzduită de Qatar. A fost primul Campionat Mondial ce a avut loc în Orientul Mijlociu și de asemenea primul organizat de o țară arabă majoritar musulmană. Acest turneu a fost ultimul în care participă 32 de echipe naționale, inclusiv țara gazdă, deoarece următorul va cuprinde 48 de echipe.
Acest turneu a fost de asemenea primul care nu a avut loc în iunie sau iulie, fiind programat de la sfârșitul lunii noiembrie până la jumătatea lunii decembrie. Se desfășoară într-un interval de timp redus de aproximativ 28 de zile, finala urmând să aibă loc pe 18 decembrie 2022 care este și Ziua Națională a Qatarului.
Au fost făcute numeroase acuzații de corupție legate de modul în care Qatar a câștigat dreptul de a găzdui evenimentul. FIFA a finalizat o investigație internă asupra acestor acuzații și a emis un raport ce a absolvit țara de orice suspiciune, însă anchetatorul șef, Michael Garcia, a descris raportul FIFA privind ancheta sa ca fiind „incomplet material și eronat”. Pe 27 mai 2015 procurorii federali elvețieni au deschis un dosar de corupție și spălare de bani în legătură cu acordarea drepturilor de organizare ale Campionatelor Mondiale din 2018 și 2022.
Pe 7 iunie 2015 a fost anunțat că Qatar nu ar mai fi eligibil să găzduiască evenimentul dacă s-ar descoperi dovezi de luare de mită. Potrivit lui Domenico Scala, șeful Comitetului de Audit și Conformitate al FIFA: „Dacă ar exista dovezi că organizarea acordată Qatarului și Rusiei a venit doar din cauza voturilor cumpărate, atunci atribuirea ar putea fi anulată”.
Qatar a primit numeroase critici datorită condițiilor la care sunt supuși muncitorii străini implicați în pregătirea Cupei Mondiale, organizația Amnesty International referindu-se la „munca forțată” și afirmând că aceștia au suferit abuzuri legate de drepturile omului, în ciuda faptului că standardelor de bunăstare ale muncitorilor au fost elaborate în 2014.

## Alegerea gazdei
Procedura de licitație pentru găzduirea Campionatelor Mondiale din 2018 și 2022 a început în ianuarie 2009, iar asociațiile naționale au avut timp până pe 2 februarie 2009 să își depună candidaturile. Inițial au fost înregistrate unsprezece oferte pentru Cupa Mondială din 2018, însă ulterior Mexic s-a retras din proces, iar oferta Indoneziei a fost respinsă de FIFA în februarie 2010 după ce asociația de fotbal din această țară nu a prezentat o scrisoare de garanție guvernamentală. Oficialii indonezieni nu au exclus o ofertă pentru Campionatul Mondial din 2026 până când Qatar a luat Cupa din 2022. În timpul procesului de licitație, toate națiunile din afara UEFA s-au retras treptat din ofertele pentru 2022 în favoarea celor pentru 2018, ceea ce a făcut ca națiunile din UEFA să nu fie eligibile pentru ofertă.
În cele din urmă au rămas numai cinci oferte pentru Campionatul Mondial din 2022: Australia, Coreea de Sud, Japonia, Qatar și Statele Unite. Comitetul executiv al FIFA, format din douăzeci și doi de membri, a fost convocat la Zürich pe 2 decembrie 2010 pentru a vota selectarea gazdelor ambelor turnee.
| Ofertanți     | Voturi  | Voturi  | Voturi  | Voturi  |
| Ofertanți     | Runda 1 | Runda 2 | Runda 3 | Runda 4 |
| ------------- | ------- | ------- | ------- | ------- |
| Qatar         | 11      | 10      | 11      | 14      |
| Statele Unite | 3       | 5       | 6       | 8       |
| Coreea de Sud | 4       | 5       | 5       | —       |
| Japonia       | 3       | 2       | —       | —       |
| Australia     | 1       | —       | —       | —       |

## Calificare
La 9 decembrie 2019, Agenția Mondială Antidoping a acordat Rusiei o interdicție de patru ani de la toate evenimentele sportive majore, după ce RUSADA a fost găsită necooperantă cu privire la predarea anchetatorilor datelor de laborator. Cu toate acestea, echipa națională a Rusiei ar putea încă intra în calificare, deoarece interdicția se aplică doar turneului final care decide campionii mondiali. Dacă Rusia s-ar califica, fotbaliștii ruși ar putea încă concura la turneu, în așteptarea unei decizii din partea FIFA. Cu toate acestea, o echipă care reprezintă Rusia, care folosește drapelul și imnul rus, nu poate participa în temeiul deciziei WADA. Decizia a fost atacată la Curtea de Arbitraj Sportiv, iar la 17 decembrie 2020, echipelor ruse li s-a interzis să participe la campionate mondiale organizate sau sancționate de un semnatar WADA până la 16 decembrie 2022.
Principalele cluburi de fotbal din Europa au dorit ca acest Campionat Mondial de Fotbal să aibă loc în perioada 28 aprilie - 29 mai, în loc de organizarea tipică din iunie și iulie, din cauza îngrijorărilor legate de căldură.

### Echipe calificate

Echipele calificate pentru Cupa Mondială
Echipele nu au reușit să se califice pentru Cupa Mondială
Echipe excluse din turneul preliminar de către FIFA înainte de a juca un meci
Țările nu erau membri ai FIFA

| AFC (6) - Arabia Saudită - Australia - Coreea de Sud - Iran - Japonia - Qatar (Gazda) CAF (5) - Camerun - Ghana - Maroc - Senegal - Tunisia | CONCACAF (4) - Canada - Costa Rica - Mexic - Statele Unite ale Americii CONMEBOL (4) - Argentina - Brazilia - Ecuador - Uruguay OFC (0) - Niciuna | UEFA (13) - Anglia - Belgia - Croația - Danemarca - Elveția - Franța - Germania - Polonia - Portugalia - Serbia - Spania - Țara Galilor - Țările de Jos |  |

### Tragerea la sorți
Tragerea la sorți a avut loc la Doha Exhibition and Convention Center din Doha, Qatar, la 1 aprilie 2022, înainte de încheierea calificărilor. Cele două câștigătoare ale meciurilor de baraj inter-confederații și câștigătoarea play-off-ului din zona UEFA nu erau cunoscute la momentul tragerii la sorți. Cele 32 de echipe au fost repartizate aleatoriu în opt grupe de câte patru.
| Urna 1 | Urna 2 | Urna 3 | Urna 4 |
| --- | --- | --- | --- |
| Qatar (51) (gazda) · Brazilia (1) · Belgia (2) · Franța (3) · Argentina (4) · Anglia (5) · Spania (7) · Portugalia (8) | Mexic (9) · Țările de Jos (10) · Danemarca (11) · Germania (12) · Uruguay (13) · Elveția (14) · Statele Unite ale Americii (15) · Croația (16) | Senegal (20) · Iran (21) · Japonia (23) · Maroc (24) · Serbia (25) · Polonia (26) · Coreea de Sud (29) · Tunisia (35) | Camerun (37) · Canada (38) · Ecuador (46) · Arabia Saudită (49) · Ghana (60) · Țara Galilor (18) · Costa Rica (31) · Australia (42) |

## Stadioane
Primele cinci stadioane propuse pentru Campionatul Mondial au fost prezentate la începutul lunii martie 2010 și au fost proiectate de firma germană de arhitectură Albert Speer & Partners. Stadioanele utilizează o tehnologie de răcire capabilă să reducă temperatura din interior cu până la 20°C, iar etajele superioare ale stadioanelor vor fi dezasamblate după Cupa Mondială și donate țărilor cu infrastructură sportivă mai puțin dezvoltată. Principalele cluburi de fotbal din Europa au dorit ca evenimentul să aibă loc în perioada 28 aprilie - 29 mai, față de clasica perioadă iunie - iulie, datorită temerilor legate de căldură.
Președintele FIFA, Sepp Blatter, a declarat într-un raport publicat pe 9 decembrie 2010 că și alte națiuni ar putea găzdui meciuri din timpul Cupei Mondiale, însă nu a menționat niciun nume concret. Blatter a adăugat că o astfel de decizie trebuie să fie luată mai întâi de Qatar și apoi aprobată de comitetul executiv al FIFA. Prințul Ali bin Al Hussein din Iordania a declarat pentru agenția Australian Associated Press că găzduirea de meciuri de către Bahrain, Emiratele Arabe Unite și posibil Arabia Saudită ar contribui la integrarea popoarelor din regiune în timpul turneului.
Potrivit unui raport din aprilie 2013 al Merrill Lynch, divizia de investiții bancare a grupului Bank of America, organizatorii din Qatar au solicitat FIFA să aprobe un număr mai mic de stadioane din cauza costurilor tot mai mari. Numărul stadioanelor a fost redus la opt din cele 12 planificate inițial.
Secretarul general al comitetului de organizare a declarat că pentru întreaga infrastructură a turneului se vor cheltui între 8 și 10 miliarde de dolari.
| Lusail                                                   | Al Khor                                                  | Doha                                                 | Doha                                                 |
| -------------------------------------------------------- | -------------------------------------------------------- | ---------------------------------------------------- | ---------------------------------------------------- |
| Stadionul Lusail Iconic                                  | Stadionul Al Bayt                                        | Stadionul Al Thumama                                 | Stadionul 974                                        |
| Capacitate: 88.966                                       | Capacitate: 68.895                                       | Capacitate: 44.400                                   | Capacitate: 44.089                                   |
|                                                          |                                                          |                                                      |                                                      |
| Orașe gazdă din QatarLusailDohaAl KhorAl WakrahAl Rayyan | Orașe gazdă din QatarLusailDohaAl KhorAl WakrahAl Rayyan | Stadioane din zona DohaEducation974KhalifaAl Thumama | Stadioane din zona DohaEducation974KhalifaAl Thumama |
| Al Rayyan                                                | Al Rayyan                                                | Al Rayyan                                            | Al Wakrah                                            |
| Stadionul Khalifa International                          | Stadionul Ahmed bin Ali (Al Rayyan Stadium)              | Stadionul Education City                             | Stadionul Al Janoub                                  |
| Capacitate: 45.857                                       | Capacitate: 45.032                                       | Capacitate: 44.667                                   | Capacitate: 44.325                                   |
|                                                          |                                                          |                                                      |                                                      |

## Arbitri
La 19 mai 2022, FIFA a anunțat lista cu 36 de arbitri și 69 de arbitri asistenți și 24 de arbitri asistenți video pentru turneu. Dintre cei 36 de arbitri, FIFA a inclus câte doi din Argentina, Brazilia, Anglia și Franța. Pentru prima dată, arbitrii femei vor arbitra jocuri la un turneu major masculin.
Stéphanie Frappart din Franța, Rwanda Salima Mukansanga și Yoshimi Yamashita din Japonia au devenit primii arbitri de sex feminin care au fost numiți la o Cupă Mondială masculină. Lor li se vor alătura trei arbitri asistente, de asemenea, o premieră. Frappart a supravegheat finala Cupei Mondiale Feminine 2019.

## Faza grupelor
Țările concurente sunt împărțite în opt grupe de câte patru echipe (grupe de la A la H). Echipele din fiecare grupă joacă fiecare cu fiecare. Pentru o victorie se acordă 3 puncte echipei câștigătoare și pentru egal se acordă câte 1 punct fiecărei echipe. După terminarea meciurilor, primele două echipe din fiecare grupă avansează în runda eliminatorie (runda optimilor).
| Criterii de departajare pentru meciurile din grupe |
| --- |
| Clasamentul echipelor din faza grupelor se stabilește după cum urmează: 1. Punctele obținute în toate meciurile din grupă; 2. Diferența de goluri în toate meciurile din grupă; 3. Numărul de goluri marcate în toate meciurile din grupă; 4. Punctele obținute în meciurile disputate între echipele în cauză; 5. Diferența de goluri în meciurile disputate între echipele în cauză; 6. Numărul de goluri marcate în meciurile disputate între echipele în cauză; 7. Puncte de fair-play în toate meciurile din grupă (se poate aplica o singură deducere unui jucător într-un singur meci): - Cartonaș galben: -1 punct; - Cartonaș roșu indirect (al doilea cartonaș galben): -3 puncte; - Cartonaș roșu direct: -4 puncte; - Cartonaș galben și cartonaș roșu direct: -5 puncte; 8. Tragere la sorți. |

### Grupa A
| Echipa        | MJ | V | E | Î | GM | GP | G  | Pct |
| ------------- | -- | - | - | - | -- | -- | -- | --- |
| Țările de Jos | 3  | 2 | 1 | 0 | 5  | 1  | +4 | 7   |
| Senegal       | 3  | 2 | 0 | 1 | 5  | 4  | +1 | 6   |
| Ecuador       | 3  | 1 | 1 | 1 | 4  | 3  | +1 | 4   |
| Qatar         | 3  | 0 | 0 | 3 | 1  | 7  | −6 | 0   |

| Qatar | 0-2    | Ecuador                    |
| ----- | ------ | -------------------------- |
|       | Raport | - Valencia 16' (pen.), 31' |

| Senegal | 0-2    | Țările de Jos                     |
| ------- | ------ | --------------------------------- |
|         | Raport | - Gakpo 90+2' - Klaassen 49'(pen) |

| Qatar              | 1-3    | Senegal                                   |
| ------------------ | ------ | ----------------------------------------- |
| - Muntari 23'(pen) | Raport | - Dia 27' - Diédhiou 64' - B. Dieng 45+2' |

| Țările de Jos | 1-1    | Ecuador        |
| ------------- | ------ | -------------- |
| - Gakpo 6'    | Raport | - Valencia 49' |

| Ecuador       | 1-2    | Senegal                              |
| ------------- | ------ | ------------------------------------ |
| - Caicedo 67' | Raport | - I. Sarr 44' (pen.) - Koulibaly 70' |

| Țările de Jos                         | 3-0    | Qatar |
| ------------------------------------- | ------ | ----- |
| - Gakpo 26'(pen) - F. de Jong 49', 3' | Raport |       |

### Grupa B
| Echipa                     | MJ | V | E | Î | GM | GP | G  | Pct |
| -------------------------- | -- | - | - | - | -- | -- | -- | --- |
| Anglia                     | 3  | 2 | 1 | 0 | 9  | 2  | +7 | 7   |
| Statele Unite ale Americii | 3  | 1 | 2 | 0 | 3  | 1  | +2 | 5   |
| Iran                       | 3  | 1 | 0 | 2 | 4  | 7  | −3 | 3   |
| Țara Galilor               | 3  | 0 | 1 | 2 | 1  | 6  | −5 | 1   |

| Anglia                                                                          | 6-2    | Iran                        |
| ------------------------------------------------------------------------------- | ------ | --------------------------- |
| - Bellingham 35' - Saka 43', 62' - Sterling 45+1' - Rashford 71' - Grealish 90' | Raport | - Taremi 65', 90+13' (pen.) |

| Statele Unite ale Americii | 1-1    | Țara Galilor      |
| -------------------------- | ------ | ----------------- |
| - Weah 36'                 | Raport | - Bale 82' (pen.) |

| Țara Galilor | 0-2    | Iran                              |
| ------------ | ------ | --------------------------------- |
|              | Raport | - Cheshmi 90+8' - Rezaeian 90+11' |

| Anglia | 0-0    | Statele Unite ale Americii |
| ------ | ------ | -------------------------- |
|        | Raport |                            |

| Țara Galilor | 0-5    | Anglia                                      |
| ------------ | ------ | ------------------------------------------- |
|              | Raport | - Rashford 50', 68', 45+2', 87' - Foden 52' |

| Iran | 0-1    | Statele Unite ale Americii |
| ---- | ------ | -------------------------- |
|      | Raport | - Pulisic 38'              |

### Grupa C
| Echipa         | MJ | V | E | Î | GM | GP | G  | Pct |
| -------------- | -- | - | - | - | -- | -- | -- | --- |
| Argentina      | 3  | 2 | 0 | 1 | 5  | 2  | +3 | 6   |
| Polonia        | 3  | 1 | 1 | 1 | 2  | 2  | 0  | 4   |
| Mexic          | 3  | 1 | 1 | 1 | 2  | 3  | −1 | 4   |
| Arabia Saudită | 3  | 1 | 0 | 2 | 3  | 5  | −2 | 3   |

| Argentina   | 1–2    | Arabia Saudită                      |
| ----------- | ------ | ----------------------------------- |
| - Messi 10' | Raport | - Al-Shehri 48' - S. Al-Dawsari 53' |

| Mexic | 0-0    | Polonia |
| ----- | ------ | ------- |
|       | Raport |         |

| Polonia                           | 2-0    | Arabia Saudită |
| --------------------------------- | ------ | -------------- |
| - Zieliński 39' - Lewandowski 82' | Raport |                |

| Argentina                   | 2-0    | Mexic |
| --------------------------- | ------ | ----- |
| - Messi 64' - Fernandez 87' | Raport |       |

| Polonia | 0-2    | Argentina                        |
| ------- | ------ | -------------------------------- |
|         | Raport | - Mac Allister 46' - Alvarez 67' |

| Arabia Saudită        | 1-2    | Mexic                     |
| --------------------- | ------ | ------------------------- |
| - S. Al-Dawsari 90+5' | Raport | - Martin 48' - Chavez 52' |

### Grupa D
| Echipa    | MJ | V | E | Î | GM | GP | G  | Pct |
| --------- | -- | - | - | - | -- | -- | -- | --- |
| Franța    | 3  | 2 | 0 | 1 | 6  | 3  | +3 | 6   |
| Australia | 3  | 2 | 0 | 1 | 3  | 4  | −1 | 6   |
| Tunisia   | 3  | 1 | 1 | 1 | 1  | 1  | 0  | 4   |
| Danemarca | 3  | 0 | 1 | 2 | 1  | 3  | −2 | 1   |

| Danemarca | 0–0    | Tunisia |
| --------- | ------ | ------- |
|           | Raport |         |

| Franța                                      | 4-1    | Australia    |
| ------------------------------------------- | ------ | ------------ |
| - Rabiot 27' - Giroud 32', 71' - Mbappé 68' | Raport | - Goodwin 9' |

| Tunisia | 0-1    | Australia  |
| ------- | ------ | ---------- |
|         | Raport | - Duke 23' |

| Franța            | 2-1    | Danemarca         |
| ----------------- | ------ | ----------------- |
| - Mbappé 61', 86' | Raport | - Christensen 68' |

| Australia    | 1-0    | Danemarca |
| ------------ | ------ | --------- |
| - Leckie 60' | Raport |           |

| Tunisia      | 1-2    | Franța             |
| ------------ | ------ | ------------------ |
| - Khazri 58' | Raport | - Mbaape 8', 90+2' |

### Grupa E
| Echipa     | MJ | V | E | Î | GM | GP | G  | Pct |
| ---------- | -- | - | - | - | -- | -- | -- | --- |
| Japonia    | 3  | 2 | 0 | 1 | 4  | 3  | +1 | 6   |
| Spania     | 3  | 1 | 1 | 1 | 9  | 3  | +6 | 4   |
| Germania   | 3  | 1 | 1 | 1 | 6  | 5  | +1 | 4   |
| Costa Rica | 3  | 1 | 0 | 2 | 3  | 11 | −8 | 3   |

| Germania              | 1-2    | Japonia                |
| --------------------- | ------ | ---------------------- |
| - Gündoğan 33' (pen.) | Raport | - Dōan 75' - Asano 83' |

| Spania                                                                                     | 7-0    | Costa Rica |
| ------------------------------------------------------------------------------------------ | ------ | ---------- |
| - Olmo 11' - Asensio 21' - F. Torres 31' (pen.), 54' - Gavi 74' - Soler 90' - Morata 90+2' | Raport |            |

| Japonia | 0-1    | Costa Rica   |
| ------- | ------ | ------------ |
|         | Raport | - Fuller 81' |

| Spania       | 1-1    | Germania       |
| ------------ | ------ | -------------- |
| - Morata 62' | Raport | - Fullkrug 83' |

| Japonia                 | 2-1    | Spania       |
| ----------------------- | ------ | ------------ |
| - Dōan 48' - Tanaka 51' | Raport | - Morata 11' |

| Costa Rica                | 2-4    | Germania                                       |
| ------------------------- | ------ | ---------------------------------------------- |
| - Tejeda 58' - Vargas 70' | Raport | - Gnabry 10' - Havertz 73', 85' - Füllkrug 89' |

### Grupa F
| Echipa  | MJ | V | E | Î | GM | GP | G  | Pct |
| ------- | -- | - | - | - | -- | -- | -- | --- |
| Maroc   | 3  | 2 | 1 | 0 | 4  | 1  | +3 | 7   |
| Croația | 3  | 1 | 2 | 0 | 4  | 1  | +3 | 5   |
| Belgia  | 3  | 1 | 1 | 1 | 1  | 2  | −1 | 4   |
| Canada  | 3  | 0 | 0 | 3 | 2  | 7  | −5 | 0   |

| Maroc | 0-0    | Croația |
| ----- | ------ | ------- |
|       | Raport |         |

| Belgia          | 1-0    | Canada |
| --------------- | ------ | ------ |
| - Batshuayi 44' | Raport |        |

| Belgia | 0-2    | Maroc                          |
| ------ | ------ | ------------------------------ |
|        | Raport | - Sabiri 73' - Aboukhlal 90+2' |

| Croația                                        | 4-1    | Canada      |
| ---------------------------------------------- | ------ | ----------- |
| - Kramarić 36', 70' - Livaja 44' - Majer 90+4' | Raport | - Davies 2' |

| Croația | 0-0    | Belgia |
| ------- | ------ | ------ |
|         | Raport |        |

| Canada              | 1-2    | Maroc                       |
| ------------------- | ------ | --------------------------- |
| - Aguerd 40' (o.g.) | Raport | - Ziyech 4' - En-Nesyri 23' |

### Grupa G
| Echipa   | MJ | V | E | Î | GM | GP | G  | Pct |
| -------- | -- | - | - | - | -- | -- | -- | --- |
| Brazilia | 3  | 2 | 0 | 1 | 3  | 1  | +2 | 6   |
| Elveția  | 3  | 2 | 0 | 1 | 4  | 3  | +1 | 6   |
| Camerun  | 3  | 1 | 1 | 1 | 4  | 4  | 0  | 4   |
| Serbia   | 3  | 0 | 1 | 2 | 5  | 8  | −3 | 1   |

| Elveția      | 1-0    | Camerun |
| ------------ | ------ | ------- |
| - Embolo 48' | Raport |         |

| Brazilia               | 2-0    | Serbia |
| ---------------------- | ------ | ------ |
| - Richarlison 63', 73' | Raport |        |

| Camerun                                               | 3-3    | Serbia                                                         |
| ----------------------------------------------------- | ------ | -------------------------------------------------------------- |
| - Castelletto 29' - Aboubakar 63' - Choupo-Moting 66' | Raport | - Pavlović 45+1' - S. Milinković-Savić 45+3' - A. Mitrović 53' |

| Brazilia       | 1-0    | Elveția |
| -------------- | ------ | ------- |
| - Casemiro 83' | Raport |         |

| Serbia                           | 2-3    | Elveția                                  |
| -------------------------------- | ------ | ---------------------------------------- |
| - A. Mitrović 26' - Vlahović 35' | Raport | - Shaqiri 20' - Embolo 44' - Freuler 48' |

| Camerun           | 1-0    | Brazilia |
| ----------------- | ------ | -------- |
| - Aboubakar 90+2' | Raport |          |

### Grupa H
| Echipa        | MJ | V | E | Î | GM | GP | G  | Pct |
| ------------- | -- | - | - | - | -- | -- | -- | --- |
| Portugalia    | 3  | 2 | 0 | 1 | 6  | 4  | +2 | 6   |
| Coreea de Sud | 3  | 1 | 1 | 1 | 4  | 4  | 0  | 4   |
| Uruguay       | 3  | 1 | 1 | 1 | 2  | 2  | 0  | 4   |
| Ghana         | 3  | 1 | 0 | 2 | 5  | 5  | 0  | 3   |

| Uruguay | 0-0    | Coreea de Sud |
| ------- | ------ | ------------- |
|         | Raport |               |

| Portugalia                           | 3-2    | Ghana                      |
| ------------------------------------ | ------ | -------------------------- |
| - Ronaldo 65' - Félix 78' - Leão 80' | Raport | - A. Ayew 73' - Bukari 89' |

| Coreea de Sud           | 2-3    | Ghana                         |
| ----------------------- | ------ | ----------------------------- |
| - Cho Gue-sung 58', 61' | Raport | - Salisu 24' - Kudus 34', 68' |

| Portugalia                    | 2-0    | Uruguay |
| ----------------------------- | ------ | ------- |
| - Fernandes 54', 90+3' (pen.) | Raport |         |

| Ghana | 0-2    | Uruguay                  |
| ----- | ------ | ------------------------ |
|       | Raport | - de Arrascaeta 26', 32' |

| Coreea de Sud           | 2-1    | Portugalia |
| ----------------------- | ------ | ---------- |
| - Kim 27' - Hwang 90+1' | Raport | - Horta 5' |

## Faza eliminatorie

### Echipele calificate
Primele două echipe plasate în fiecare din cele opt grupe se vor califica pentru faza eliminatorie.
| Grupa | Locul unu     | Locul doi                  |
| ----- | ------------- | -------------------------- |
| A     | Țările de Jos | Senegal                    |
| B     | Anglia        | Statele Unite ale Americii |
| C     | Argentina     | Polonia                    |
| D     | Franța        | Australia                  |
| E     | Japonia       | Spania                     |
| F     | Maroc         | Croația                    |
| G     | Brazilia      | Elveția                    |
| H     | Portugalia    | Coreea de Sud              |

|  | Optimi de finală           | Optimi de finală        |                        |       | Sferturi de finală | Sferturi de finală |                          |                          | Semifinale | Semifinale |  |  | Finala | Finala |
|  |                            |                         |                        |       |                    |                    |                          |                          |            |            |  |  |        |        |
|  | 3 decembrie – Al Rayyan    |                         |                        |       |                    |                    |                          |                          |            |            |  |  |        |        |
|  |                            |                         |                        |       |                    |                    |                          |                          |            |            |  |  |        |        |
|  | Țările de Jos              | 3                       |                        |       |                    |                    |                          |                          |            |            |  |  |        |        |
|  | Țările de Jos              | 3                       | 9 decembrie – Lusail   |       |                    |                    |                          |                          |            |            |  |  |        |        |
|  | Statele Unite ale Americii | 1                       |                        |       |                    |                    |                          |                          |            |            |  |  |        |        |
|  | Statele Unite ale Americii | 1                       | Țările de Jos          | 2 (3) |                    |                    |                          |                          |            |            |  |  |        |        |
|  | 3 decembrie – Al Rayyan    |                         | Țările de Jos          | 2 (3) |                    |                    |                          |                          |            |            |  |  |        |        |
|  |                            | Argentina d.l.d.        | 2 (4)                  |       |                    |                    |                          |                          |            |            |  |  |        |        |
|  | Argentina                  | Argentina d.l.d.        | 2 (4)                  | 2     |                    |                    |                          |                          |            |            |  |  |        |        |
|  | Argentina                  |                         | 13 decembrie – Lusail  | 2     |                    |                    |                          |                          |            |            |  |  |        |        |
|  | Australia                  | 1                       |                        |       |                    |                    |                          |                          |            |            |  |  |        |        |
|  | Australia                  | 1                       | Argentina              | 3     |                    |                    |                          |                          |            |            |  |  |        |        |
|  | 5 decembrie – Al Wakrah    |                         | Argentina              | 3     |                    |                    |                          |                          |            |            |  |  |        |        |
|  |                            | Croația                 | 0                      |       |                    |                    |                          |                          |            |            |  |  |        |        |
|  | Japonia                    | Croația                 | 0                      | 1 (1) |                    |                    |                          |                          |            |            |  |  |        |        |
|  | Japonia                    | 9 decembrie – Al Rayyan |                        | 1 (1) |                    |                    |                          |                          |            |            |  |  |        |        |
|  | Croația d.l.d.             | 1 (3)                   |                        |       |                    |                    |                          |                          |            |            |  |  |        |        |
|  | Croația d.l.d.             | 1 (3)                   | Croația d.l.d.         | 1 (4) |                    |                    |                          |                          |            |            |  |  |        |        |
|  | 5 decembrie – Doha         |                         | Croația d.l.d.         | 1 (4) |                    |                    |                          |                          |            |            |  |  |        |        |
|  |                            | Brazilia                | 1 (2)                  |       |                    |                    |                          |                          |            |            |  |  |        |        |
|  | Brazilia                   | Brazilia                | 1 (2)                  | 4     |                    |                    |                          |                          |            |            |  |  |        |        |
|  | Brazilia                   |                         | 18 decembrie – Lusail  | 4     |                    |                    |                          |                          |            |            |  |  |        |        |
|  | Coreea de Sud              | 1                       |                        |       |                    |                    |                          |                          |            |            |  |  |        |        |
|  | Coreea de Sud              | 1                       | Argentina d.l.d.       | 3 (4) |                    |                    |                          |                          |            |            |  |  |        |        |
|  | 4 decembrie – Al Khor      |                         | Argentina d.l.d.       | 3 (4) |                    |                    |                          |                          |            |            |  |  |        |        |
|  |                            | Franța                  | 3 (2)                  |       |                    |                    |                          |                          |            |            |  |  |        |        |
|  | Anglia                     | Franța                  | 3 (2)                  | 3     |                    |                    |                          |                          |            |            |  |  |        |        |
|  | Anglia                     | 10 decembrie – Al Khor  |                        | 3     |                    |                    |                          |                          |            |            |  |  |        |        |
|  | Senegal                    | 0                       |                        |       |                    |                    |                          |                          |            |            |  |  |        |        |
|  | Senegal                    | 0                       | Anglia                 | 1     |                    |                    |                          |                          |            |            |  |  |        |        |
|  | 4 decembrie – Doha         |                         | Anglia                 | 1     |                    |                    |                          |                          |            |            |  |  |        |        |
|  |                            | Franța                  | 2                      |       |                    |                    |                          |                          |            |            |  |  |        |        |
|  | Franța                     | Franța                  | 2                      | 3     |                    |                    |                          |                          |            |            |  |  |        |        |
|  | Franța                     |                         | 14 decembrie – Al Khor | 3     |                    |                    |                          |                          |            |            |  |  |        |        |
|  | Polonia                    | 1                       |                        |       |                    |                    |                          |                          |            |            |  |  |        |        |
|  | Polonia                    | 1                       | Franța                 | 2     |                    |                    |                          |                          |            |            |  |  |        |        |
|  | 6 decembrie – Al Rayyan    |                         | Franța                 | 2     |                    |                    |                          |                          |            |            |  |  |        |        |
|  |                            | Maroc                   | 0                      |       | Finala mică        | Finala mică        |                          |                          |            |            |  |  |        |        |
|  | Maroc d.l.d.               | Maroc                   | 0                      | 0 (3) | Finala mică        | Finala mică        |                          |                          |            |            |  |  |        |        |
|  | Maroc d.l.d.               | 10 decembrie – Doha     | 10 decembrie – Doha    | 0 (3) |                    |                    | 17 decembrie – Al Rayyan | 17 decembrie – Al Rayyan |            |            |  |  |        |        |
|  | Spania                     | 10 decembrie – Doha     | 10 decembrie – Doha    | 0 (0) |                    |                    | 17 decembrie – Al Rayyan | 17 decembrie – Al Rayyan |            |            |  |  |        |        |
|  | Spania                     | Maroc                   | 1                      | 0 (0) | Croația            | 2                  |                          |                          |            |            |  |  |        |        |
|  | 6 decembrie – Lusail       | Maroc                   | 1                      |       | Croația            | 2                  |                          |                          |            |            |  |  |        |        |
|  |                            | Portugalia              | 0                      |       | Maroc              | 1                  |                          |                          |            |            |  |  |        |        |
|  | Portugalia                 | Portugalia              | 0                      | 6     | Maroc              | 1                  |                          |                          |            |            |  |  |        |        |
|  | Portugalia                 |                         |                        | 6     |                    |                    |                          |                          |            |            |  |  |        |        |
|  | Elveția                    | 1                       |                        |       |                    |                    |                          |                          |            |            |  |  |        |        |
|  | Elveția                    | 1                       |                        |       |                    |                    |                          |                          |            |            |  |  |        |        |

### Optimi de finală
| Țările de Jos                            | 3–1    | Statele Unite ale Americii |
| ---------------------------------------- | ------ | -------------------------- |
| - Depay 10' - Blind 45+1' - Dumfries 81' | Report | - Wright 76'               |

| Argentina                 | 2–1    | Australia           |
| ------------------------- | ------ | ------------------- |
| - Messi 35' - Alvarez 57' | Report | - Fernandez 77' (a) |

| Franța                           | 3–1    | Polonia                    |
| -------------------------------- | ------ | -------------------------- |
| - Giroud 44' - Mbappé 74', 90+1' | Report | - Lewandowski 90+9' (pen.) |

| Anglia                                  | 3–0    | Senegal |
| --------------------------------------- | ------ | ------- |
| - Henderson 38' - Kane 45+3' - Saka 57' | Report |         |

| Japonia                               | 1–1 (1-3) (d.p.) | Croația                                |
| ------------------------------------- | ---------------- | -------------------------------------- |
| - Maeda 43'                           | Report           | - Perišić 55'                          |
| - Minamino - Mitoma - Asano - Yoshida | 1–3              | - Vlašić - Brozović - Livaja - Pašalić |

| Brazilia                                                                 | 4–1    | Coreea de Sud |
| ------------------------------------------------------------------------ | ------ | ------------- |
| - Vinicius Junior 7' - Neymar 13' (pen.) - Richarlison 29' - Paquetá 36' | Report | - Paik 76'    |

| Maroc                               | 0–0 (d.p.) | Spania                       |
| ----------------------------------- | ---------- | ---------------------------- |
|                                     | Report     |                              |
| - Sabiri - Ziyech - Benoun - Hakimi | 3–0        | - Sarabia - Soler - Busquets |

| Portugalia                                                    | 6–1    | Elveția      |
| ------------------------------------------------------------- | ------ | ------------ |
| - Ramos 17', 51', 67' - Pepe 33' - Guerreiro 55' - Leão 90+2' | Report | - Akanji 58' |

### Sferturi de finală
| Croația                           | 1–1 (d.p.) | Brazilia                                  |
| --------------------------------- | ---------- | ----------------------------------------- |
| - Petković 117'                   | Report     | - Neymar 105+1'                           |
| - Vlašić - Majer - Modrić - Oršić | 4–2        | - Rodrygo - Casemiro - Pedro - Marquinhos |

| Țările de Jos                                               | 2–2 (d.p.) | Argentina                                              |
| ----------------------------------------------------------- | ---------- | ------------------------------------------------------ |
| - Weghorst 83', 90+10'                                      | Report     | - Molina 35' - Messi 73' (pen.)                        |
| - Van Dijk - Berghuis - Koopmeiners - Weghorst - L. de Jong | 3–4        | - Messi - Paredes - Montiel - Fernández - La. Martínez |

| Maroc           | 1–0    | Portugalia |
| --------------- | ------ | ---------- |
| - En-Nesyri 42' | Report |            |

| Anglia            | 1–2    | Franța                        |
| ----------------- | ------ | ----------------------------- |
| - Kane 54' (pen.) | Report | - Tchouaméni 17' - Giroud 78' |

### Semifinale
| Argentina                             | 3–0    | Croația |
| ------------------------------------- | ------ | ------- |
| - Messi 34' (pen.) - Álvarez 39', 69' | Raport |         |

| Franța                             | 2–0 (d.p.) | Maroc |
| ---------------------------------- | ---------- | ----- |
| - T. Hernandez 5' - Kolo Muani 79' | Raport     |       |

### Finala mică
| Croația                   | 2–1    | Maroc     |
| ------------------------- | ------ | --------- |
| - Gvardiol 7' - Oršić 42' | Raport | - Dari 9' |

### Finala
| Argentina                               | 7–5 (d.p.) | Franța                                               |
| --------------------------------------- | ---------- | ---------------------------------------------------- |
| - Messi 23' (pen.), 109' - Di María 36' | Raport     | - Mbappé 80' (pen.), 81', 118' (pen), 119' (120), .' |

## Sponsorizare
| Partenerii FIFA | Sponsorii Cupei Mondiale de Fotbal                                                                  | Susținători Africani și din Orientul Mijlociu   |
| --- | --------------------------------------------------------------------------------------------------- | ----------------------------------------------- |
| \| - Adidas[53] - Coca-Cola[54] - Hyundai–Kia[55] \| - Qatar Airways[56] - Qatar Petroleum - VISA[57] - Wanda Group[58] \| | - Anheuser-Busch InBev - Byju's - Vivo - Crypto.com - McDonald's - Mengniu Dairy - TikTok - Hisense | - GWC Logistics - Ooreddo - Qatar National Bank |
| - Adidas - Coca-Cola - Hyundai–Kia                                                                                         | - Qatar Airways - Qatar Petroleum - VISA - Wanda Group                                              |                                                 |

## Drepturi de televizare
- Albania – RTSH[61]
- Armenia – ARMTV[61]
- Australia – SBS[62]
- Austria – ORF[61]
- Azerbaidjan – İTV[61]
- Belarus – BTRC[61]
- Belgia – VRT, RTBF[61]
- Bosnia și Herțegovina – BHRT[61]
- Brazilia – Rede Globo, SporTV[63]
- Bulgaria – BNT[61]
- Canada – CTV, TSN, RDS[64]
- Caraibe – International Media Content, SportsMax[65]
- Cehia – ČT[61]
- Cipru – CyBC[61]
- Croația – HRT[61]
- Estonia – ERR[61]
- Europa – Uniunea Europeană de Radio și Televiziune (37 de țări)[61]
- Finlanda – Yle[61]
- Georgia – GPB[61]
- Germania – ARD, ZDF[66]
- India – Sony SIX
- Iran – IRIB
- Irlanda – RTÉ[61]
- Islanda – RÚV[61]
- Israel – IBA[61]
- Letonia – LTV[61]
- Lituania – LRT[61]
- Macedonia – MRT[61]
- Malta – PBS[61]
- Moldova – TRM[61]
- Muntenegru – RTCG[61]
- Olanda – NOS[61]
- Orientul Mijlociu – beIN Sports
- Polonia – TVP[61]
- Portugalia – RTP[67]
- România – TVR[61]
- Regatul Unit – BBC, ITV
- Serbia – RTS[61]
- Statele Unite – Fox Sports, Telemundo Deportes[68]
- Ungaria – MTVA[61]

## Simboluri

### Mascota
Mascota oficială a turneului a fost dezvăluită pe 1 aprilie 2022, în timpul extragerii fazei grupelor. Numele său este La’eeb (arabă لعيب), care este un cuvânt arab care înseamnă „fotbalist foarte talentat”. Site-ul oficial al FIFA spune: „La’eeb va fi cunoscut pentru spiritul său tineresc; răspândind bucurie și încredere oriunde merge”, iar povestea oficială a personajului, publicată acolo, susține că provine dintr-o lume paralelă în care trăiesc mascotele turneului, „o lume în care ideile și creativitatea formează baza unor personaje care trăiesc în mintea tuturor”.

### Mingea oficială
Mingea oficială de meci, „Al Rihla”, a fost dezvăluită pe 30 martie 2022. A fost inspirată în principal din cultură, arhitectură, bărci emblematice și steagul Qatarului. În arabă, cuvântul الْرِّحْلَة înseamnă „călătorie”. Mingea a fost concepută având ca prioritate durabilitatea, făcând-o prima minge de meci oficial creată cu lipici și cerneluri pe bază de apă. Pe măsură ce „jocul devine mai rapid” și „accelerează”, Adidas a folosit câteva funcții noi, permițând să ofere viteză și să îmbunătățească precizia mingii.

### Muzică
Pentru prima dată, a fost lansată o coloană sonoră oficială completă a Cupei Mondiale FIFA, în loc de un cântec oficial. Prima melodie a albumului este „Hayya Hayya (Better Together)”, interpretată de Trinidad Cardona, Davido și AISHA, lansată la 1 aprilie 2022 împreună cu videoclipul muzical. A doua melodie este „Arhbo”, interpretată de Gims și Ozuna, lansată pe 19 august 2022 împreună cu videoclipul muzical. A treia melodie este „Light The Sky” interpretată de Nora Fatehi, Manal, Rahma Riad și Balqees, compusă de RedOne și lansată pe 7 octombrie 2022 împreună cu videoclipul muzical. A patra melodie, „Tukoh Taka”, a fost interpretată de Maluma, Nicki Minaj și Myriam Fares, a fost lansat pe 17 noiembrie 2022 împreună cu videoclipul muzical, servind drept melodia oficială a Festivalului Fanilor FIFA. Cea de-a cincea și ultima melodie, Dreamers, interpretată de Jungkook de la BTS, cu vocale de la cântărețul Qatar Fahad Al Kubaisi, a fost lansată pe 20 noiembrie 2022, ziua deschiderii Cupei Mondiale. A fost interpretată și în timpul ceremoniei de deschidere a Campionatului Mondial.

## Legături externe
Materiale media legate de Campionatul Mondial de Fotbal 2022 la Wikimedia Commons
- Site web oficial
- FIFA World Cup Qatar 2022 Arhivat în 31 decembrie 2021, la Wayback Machine.

1. ↑  Ahmad bin Ali Stadium is in Al Rayyan but outside the area of the Doha area map.